# Scherzartikel

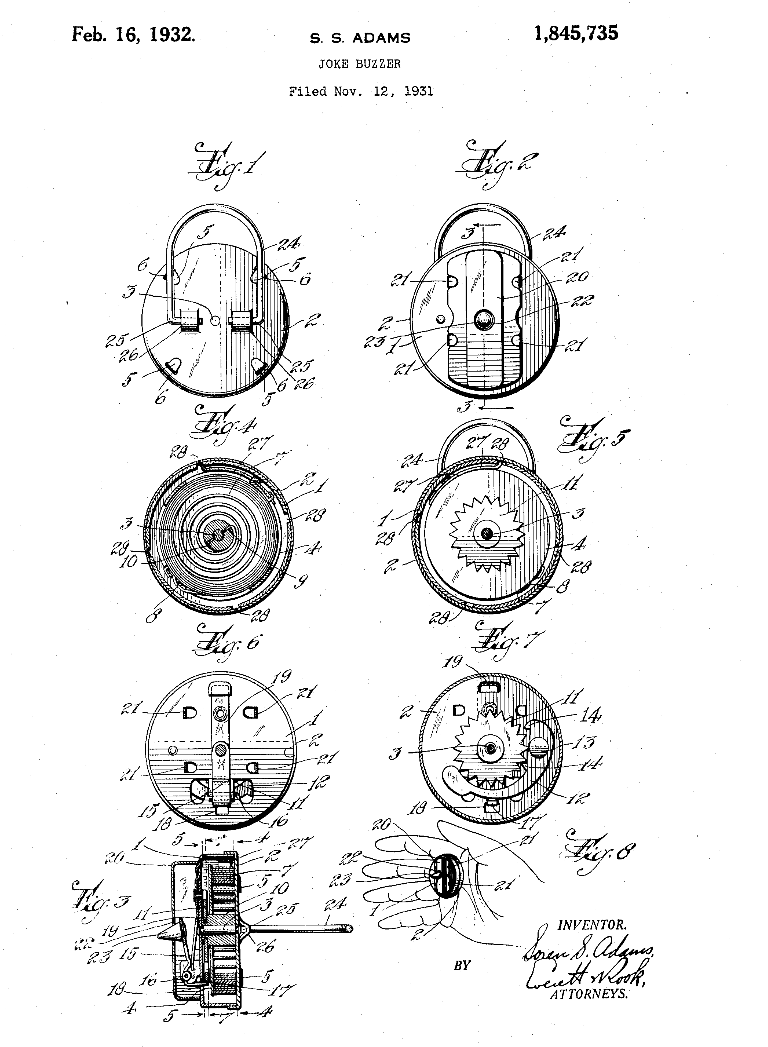
US-Patent des ersten Handschockers zu Scherzzwecken von 1932

Kunststoff-Kothaufen

Scherzartikel dienen dazu, Personen zu erschrecken und sich an deren Reaktion zu erfreuen.
Anwendung finden Scherzartikel vor allem bei Feiern und Veranstaltungen wie zum Beispiel Karneval, Halloween, Aprilscherzen, Geburtstagen und anderen weniger formellen Zusammentreffen. Aber auch im Alltag kommen Scherzartikel zum Einsatz, vor allem bei Schulkindern oder unter Arbeitskollegen.
Scherzartikel haben ihren Ursprung oft in Kostüm-, Horror- (z. B. Dracula) oder Slapstick-Filmen. Daneben können aber auch Alltagsgegenstände durch Zweckentfremdung oder Manipulation als Scherzartikel verwendet werden.

## Verschiedene Scherzartikel
- Exkremente: Kothaufen (verschiedenster Art und Größe, auch mit Schuhabdruck), volle Windel, Erbrochenes, Rotztropfen (zum Befestigen in der Nase)

- Künstliche Körperteile: künstlicher Arm, Fuß, Finger (z. B. zum Befestigen unter einem Auto), künstlicher Penis, große Füße, lose Augen (einzeln oder an Brillen)

- Makaberes: Nagel durch den Finger oder Kopf, Messer im Kopf, Finger im Schachtelteufel

- Tiere: Mäuse, Ratten, Schlangen, Spinnen, Schaben, Würmer

- Verkleidungen: Nasen, Scherzbrillen, Bärte, Masken, Gebisse (u. a. Draculazähne, Monstergebiss, gelbe Zähne), Hörner

- Rauchartikel: brennende Zigaretten-Attrappe, Knallstreichhölzer, Knalleinlagen, Brandfleck-Aufkleber, spritzende Zigarette, Feuerzeuge (mit Elektro-Schock, spritzende oder mit Knall)

- Flüssigkeiten: künstliches Blut, Zaubertinte (verschwindet nach kurzer Zeit), Stinkbombe, zerbrochenes Ei mit Schale (Flüssigkeit aus Gummi), Nagellack mit Fläschchen, Slime (meist grüner Schleim, auch mit Würmern oder Maden)

- Peinliches: Furzkissen, Furzspray, Lachsack, Niespulver, Juckpulver, scharfe Kaugummis

- Alltagsgegenstände: Rußseife (färbt die Hände schwarz), bittere Bonbons (oder z. B. mit Knoblauchgeschmack), geschmolzenes Eis am Stiel aus Kunststoff, Golfball aus Gips (zerfällt beim Schlag), Schaumstoffhammer, Bierglas mit eingeschlossener Flüssigkeit, Wasserbomben, Kaugummi mit Streifen, die beim Ziehen einen geringen Elektroschock verursachen

## Scherzartikel in der Literatur

### Sachbücher
- Katalog über Cotillonart Ballartikel Scherzartikel (1911), Nachdruck 1999 ISBN 3-487-08409-0
- Patente Ideen (CD)(Scherzartikel selbst bauen) ISBN 3-9809363-4-1

### Vorkommen in Romanen
- Harry Potter und der Feuerkelch
- Zur Hölle mit den Paukern von Alexander Wolf, 1963

## Scherzartikel in Filmen
- Die Lümmel von der ersten Bank
- Heinz Rühmann mit Scherzbrille im Film Wenn der Vater mit dem Sohne (1955)

## Weitere Beispiele

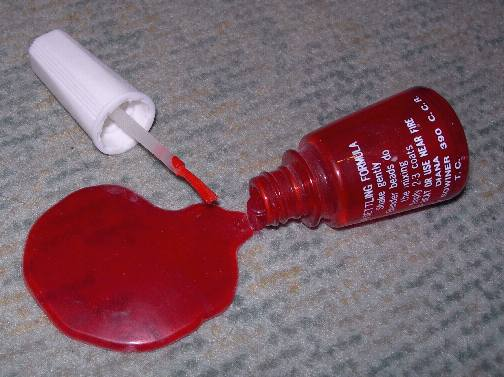
Nagellack
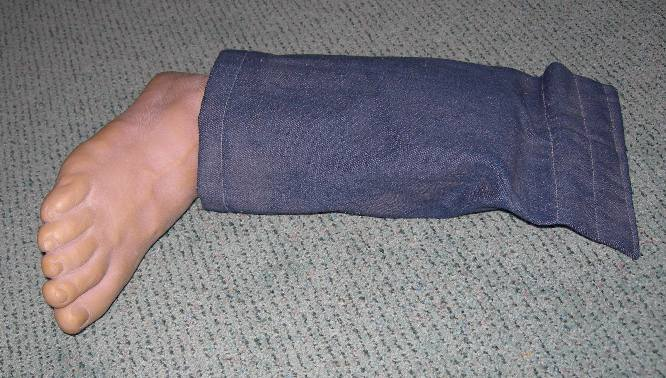
Scherzbein
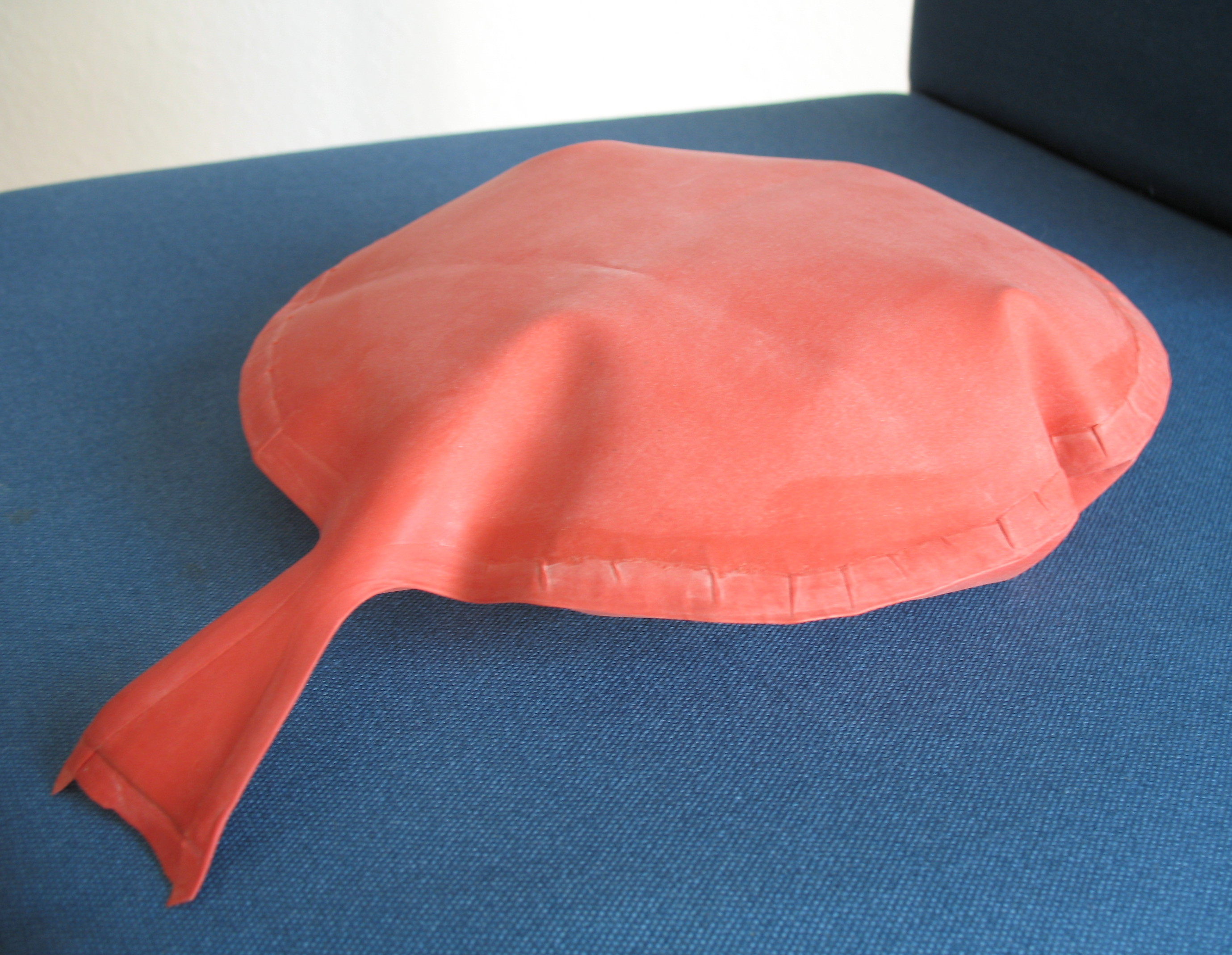
Furzkissen
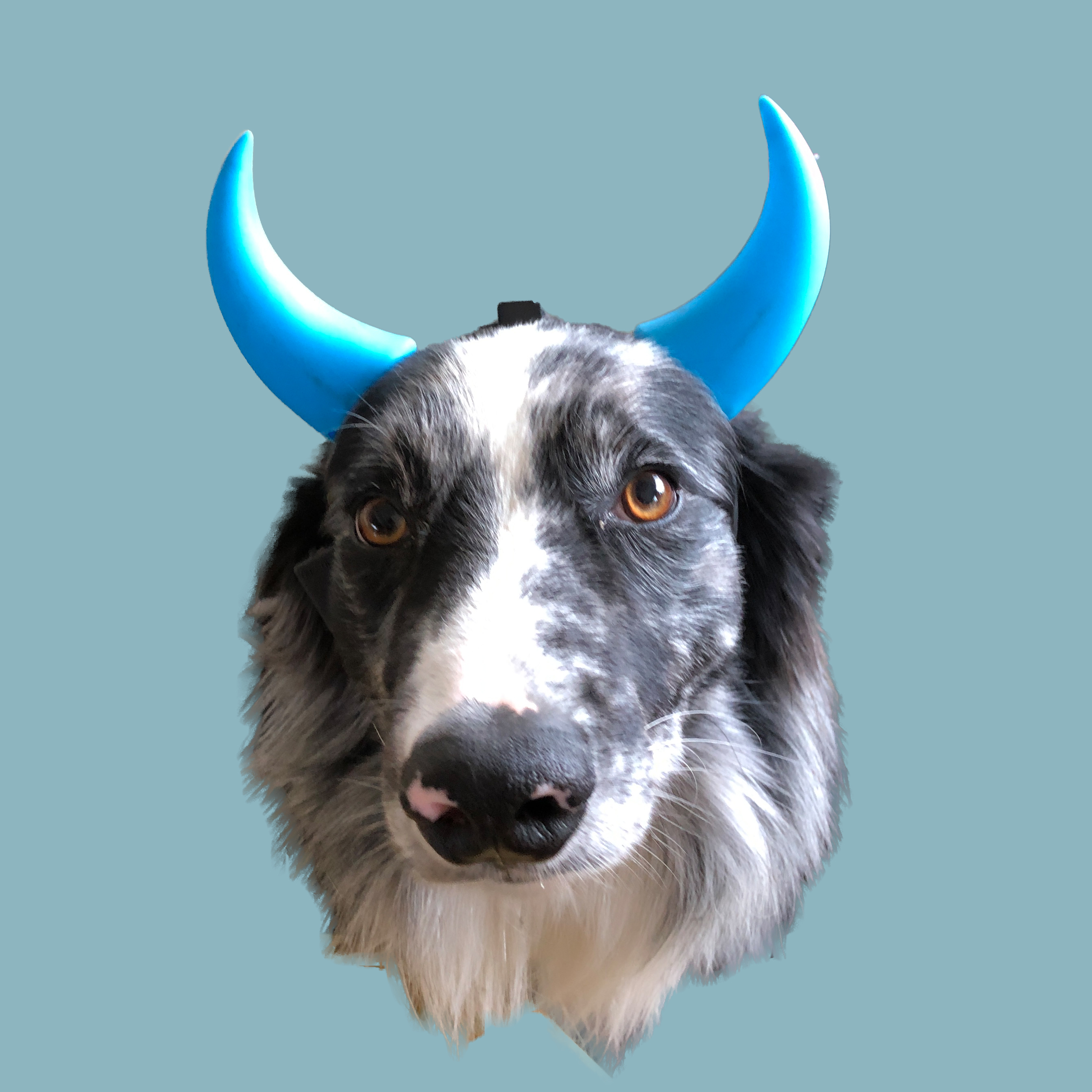
Hund mit aufgesetzten Hörnern